# USS England (DE-635)
USS England (DE-635) là một tàu hộ tống khu trục lớp Buckley được Hải quân Hoa Kỳ chế tạo trong Chiến tranh Thế giới thứ hai. Tên nó được đặt theo Thiếu úy Hải quân John Charles England (1920-1941), người từng phục vụ trên thiết giáp hạm Oklahoma (BB-37) và đã tử trận trong cuộc Tấn công Trân Châu Cảng vào ngày 7 tháng 12, 1941. Nó đã phục vụ cho đến khi chiến tranh kết thúc, và lập được thành tích chưa ai vượt qua khi đánh chìm sáu tàu ngầm Nhật Bản trong vòng mười hai ngày; con tàu xuất biên chế năm 1945 và bị tháo dỡ năm 1946. England được tặng thưởng danh hiệu Đơn vị Tuyên dương Tổng thống cùng mười Ngôi sao Chiến trận do thành tích phục vụ trong Thế Chiến II.

## Thiết kế và chế tạo
Những chiếc thuộc lớp tàu hộ tống khu trục Buckley có chiều dài chung 306 ft (93 m), mạn tàu rộng 37 ft 1 in (11,30 m) và độ sâu mớn nước khi đầy tải là 11 ft 3 in (3,43 m). Chúng có trọng lượng choán nước tiêu chuẩn 1.400 tấn Anh (1.400 t); và lên đến 1.740 tấn Anh (1.770 t) khi đầy tải. Hệ thống động lực bao gồm hai turbine hơi nước General Electric công suất 13.500 mã lực (10.100 kW), dẫn động hai máy phát điện công suất 9.200 kilôwatt (12.300 hp) để vận hành hai trục chân vịt;  công suất 12.000 hp (8.900 kW) cho phép đạt được tốc độ tối đa 23 kn (26 mph; 43 km/h), và có dự trữ hành trình 6.000 nmi (6.900 mi; 11.000 km) khi di chuyển ở vận tốc đường trường 12 kn (14 mph; 22 km/h).
Vũ khí trang bị bao gồm ba pháo 3 in (76 mm)/50 cal trên tháp pháo nòng đơn có thể đối hạm hoặc phòng không, một khẩu đội 1,1 inch/75 caliber bốn nòng và tám pháo phòng không Oerlikon 20 mm. Vũ khí chống ngầm bao gồm một dàn súng cối chống tàu ngầm Hedgehog Mk. 10 (có 24 nòng và mang theo 144 quả đạn); hai đường ray Mk. 9 và tám máy phóng K3 Mk. 6 để thả mìn sâu. Khác biệt đáng kể so với lớp Evarts dẫn trước là chúng có thêm ba ống phóng ngư lôi Mark 15 21 inch (533 mm). Thủy thủ đoàn đầy đủ bao gồm 186 sĩ quan và thủy thủ.
England được đặt lườn tại xưởng tàu của hãng Bethlehem Steel Corporation tại San Francisco, California vào ngày 4 tháng 4, 1943. Nó được hạ thủy vào ngày 26 tháng 9, 1943; được đỡ đầu bởi bà Harry B. England, mẹ Thiếu úy England, và nhập biên chế vào ngày 10 tháng 12, 1943 dưới quyền chỉ huy của Hạm trưởng, Thiếu tá Hải quân Walton Barclay Pendleton.

## Lịch sử hoạt động
Khởi hành từ San Francisco, England đi ngang qua Trân Châu Cảng, Funafuti và Guadalcanal trước khi đi đến Espiritu Santo vào ngày 12 tháng 3, 1944. Nó làm nhiệm vụ hộ tống vận tải tại khu vực Espiritu Santo và Guadalcanal, đôi khi có những chuyến đi đến khu vực quần đảo Marshall.

### Thành tích diệt tàu ngầm

#### I-16
Bộ phận tình báo vô tuyến tại Hawaii đã chặn và giải mã được nội dung một bức điện phát đi từ tàu ngầm Nhật Bản I-16 vào ngày 13 tháng 5, 1944, trong đó có thông tin về lịch trình chuyển giao gạo đến căn cứ của quân Nhật tại Buin tại mũi cực Nam đảo Bougainville. Do đó, Đội hộ tống 39 dưới quyền Trung tá Hải quân H. Plains, bao gồm các tàu hộ tống khu trục George (DE-697) và Raby (DE-698), cùng với England thuộc Đội hộ tống 40, được lệnh và đã rời vịnh Purvis vào xế trưa ngày 18 tháng 5. Đến sáng ngày 19 tháng 5, một máy bay tuần tra Hoa Kỳ đã phát hiện I-16 di chuyển trên mặt nước và gửi báo cáo tọa độ cho lực lượng, nên England, Raby và George tổ chức thành đội hình để rà quét bằng sonar. England phát hiện ra I-16 lúc 13 giờ 35 phút.
Loạt súng cối chống tàu ngầm Hedgehog tấn công đầu tiên lúc 13 giờ 41 phút bị trượt, nhưng loạt Hedgehog thứ hai ghi được một phát trúng ở độ sâu 130 ft (40 m). Loạt Hedgehog tấn công thứ ba trượt lúc 14 giờ 10 phút do chỉ cài đặt độ sâu ở 200 foot (61 m) thay vì 325 foot (99 m) như khảo sát sau cuộc tấn công cho biết. I-16 cơ động né tránh được loạt Hedgehog thứ tư, nhưng loạt Hedgehog thứ năm tấn công lúc 14 giờ 33 phút ghi được bốn đến sáu quả đạn trúng đích, rồi tiếp nối bởi một vụ nổ lớn ngầm dưới nước khiến phần đuôi của England bị nhấc lên. Mảnh vỡ bắt đầu trồi lên mặt nước hai mươi phút sau sau đó, và sang ngày hôm sau một mảng dầu loang rộng 3 mi × 6 mi (4,8 km × 9,7 km) đánh dấu vị trí I-16 bị đánh chìm tại tọa độ 05°10′B 158°10′Đ / 5,167°B 158,167°Đ, toàn bộ 107 thành viên thủy thủ đoàn của nó đều tử trận.

#### RO-106
Một bức điện khác bị chặn và giải mã vào ngày 20 tháng 5 đã tiết lộ một kế hoạch tấn công bằng tàu ngầm của Nhật Bản về phía Bắc quần đảo Admiralty nhằm đón lỏng sự di chuyển của các tàu sân bay Hoa Kỳ. Các tàu ngầm RO-104, RO-105, RO-106, RO-108, RO-109, RO-112 và RO-116 thuộc Hải đội Tàu ngầm 7 Nhật Bản đã được huy động để dàn đội hình phục kích dọc trên một tuyến đường mà Đệ Tam hạm đội dưới quyền Đô đốc William Halsey đã hai lần sử dụng.
George phát hhiện ra RO-106 trên màn hình radar lúc 03 giờ 50 phút ngày 22 tháng 5, trông thấy tàu ngầm đối phương lặn xuống sau khi bị đèn pha tìm kiếm cùa chiếc tàu hộ tống khu trục chiếu sáng. Loạt Hedgehog tấn công đầu tiên của George  lúc 04 giờ 15 phút bị trượt. England bắt lại được mục tiêu lúc 04 giờ 25 phút, loạt Hedgehog đầu tiên của nó cũng bị trượt, nhưng loạt Hedgehog thứ hai lúc 05 giờ 01 phút ghi được ít nhất ba vụ nổ dưới nước. Khi nó chuẩn bị tấn công với loạt thứ ba, một vụ nổ lớn ngầm dưới nước diễn ra, và sau đó là một vệt dầu loang lớn kèm theo mảnh vụn được phát hiện vào lúc bình minh. RO-106 đã bị đánh chìm tại tọa độ 01°40′B 150°31′Đ / 1,667°B 150,517°Đ; toàn bộ 49 thành viên thủy thủ đoàn của RO-106 đều đã tử trận.

#### RO-104
England, Raby và George dàn đội hình hàng ngang với khoảng cách 16.000 yd (15 km) để tiếp tục truy tìm lúc trời còn tối, và Raby phát hiện chiếc RO-104 trên màn hình radar lúc 06 giờ 00 ngày 23 tháng 5. Khi đối thủ lặn xuống, nó tiếp tục dò được tín hiệu sonar lúc 06 giờ 10 phút, nhưng bốn loạt Hedgehog tấn công bắt đầu từ 06 giờ 17 phút đều bị trượt mục tiêu. George tham gia tấn công với loạt Hedgehog đầu tiên bị trượt lúc 07 giờ 17 phút, và cũng không có kết quả với bốn loạt Hedgehog tiếp theo lần lượt bắn ra từ 07 giờ 30 phút đến 08 giờ 10 phút. England cũng bắn trượt loạt đầu tiên, nhưng loạt Hedgehog thứ hai của nó ghi được 10 đến 12 vụ nổ dưới nước lúc 08 giờ 34 phút. Một vụ nổ lớn dưới nước xảy ra ba phút sau đó, và mảnh vỡ cùng vệt dầu loang bắt đầu nổi lên mặt nước lúc 10 giờ 45 phút. RO-104 đã bị đánh chìm tại tọa độ 01°26′B 149°20′Đ / 1,433°B 149,333°Đ với tổn thất nhân mạng toàn bộ 58 thành viên thủy thủ đoàn tử trận.

#### RO-116
George phát hiện chiếc RO-116 trên màn hình radar lúc 01 giờ 20 ngày 24 tháng 5. Sau đó England dò được tín hiệu sonar lúc 01 giờ 50 phút, và sau lượt tấn công duy nhất bằng súng cối Hedgehog lúc 02 giờ 14 phút nó ghi nhận được ba đến năm vụ nổ ngầm dưới nước. Tuy nhiên không có vụ nổ nào khác dưới nước được ghi nhận ngoài trừ những âm thanh do chiếc tàu ngầm bị phá hủy gây ra. Lúc 07 giờ 02 phút nó ghi nhận một lượng nhỏ dầu và mảnh vụn trồi lên mặt nước; vệt dầu loang bắt đầu lan rộng ra nhiều dặm trong ngày tiếp theo. RO-116 đã bị đánh chìm tại tọa độ 00°53′B 149°14′Đ / 0,883°B 149,233°Đ với tổn thất nhân mạng toàn bộ 56 thành viên thủy thủ đoàn tử trận.

#### RO-108
Một đội tìm-diệt tàu ngầm được hình thành, bao gồm tàu sân bay hộ tống Hoggatt Bay (CVE-75) và các tàu khu trục Hazelwood (DD-531), Heermann (DD-532), Hoel (DD-533) và McCord (DD-534), đi đến nơi lúc 26 tháng 5 để thay phiên cho ba chiếc tàu hộ tống khu trục có thể rút lui để tiếp nhiên liệu và đạn dược. Tuy nhiên họ vẫn duy trì việc tìm kiếm lúc đang trên đường quay trở về Manus. Raby phát hiện chiếc RO-108 trên radar lúc 23 giờ 03 phút ngày 26 tháng 5, và England nhìn thấy trên radar lúc 23 giờ 04 phút và dò được tín hiệu sonar lúc 23 giờ 18 phút. Nó ghi nhận được bốn đến sáu vụ nổ ngầm dưới nước sau lượt tấn công duy nhất bằng súng cối Hedgehog. Vẫn không có vụ nổ nào dưới nước được ghi nhận sau những âm thanh do phá hủy chiếc tàu ngầm, nhưng đến sáng nó phát hiện một dòng dầu phun mạnh lên mặt nước. RO-108 đã bị đánh chìm tại tọa độ 00°32′B 148°35′Đ / 0,533°B 148,583°Đ với tổn thất nhân mạng toàn bộ 53 thành viên thủy thủ đoàn tử trận.

#### RO-105
Ba chiếc tàu hộ tống khu trục về đến Manus lúc 15 giờ 00 ngày 27 tháng 5; sau khi được tiếp liệu, bổ sung đạn dược và tiếp nhiên liệu, họ lại ra khơi lúc 18 giờ 00 ngày 28 tháng 5, có tàu chị em Spangler (DE-696) tháp tùng, để tiếp tục cuộc truy lùng. Hazelwood phát hiện chiếc RO-105 qua radar lúc 01 giờ 56 phút ngày 30 tháng 5, nhưng bị trượt với lượt tấn công bằng mìn sâu. George và Raby tham gia cuộc tấn công cùng Hazelwood, tung ra tổng cộng mười sáu lượt tấn công bằng mìn sâu và Hedgehog trong vòng 25 giờ tiếp theo nhưng vẫn không trúng đích. RO-105 trồi lên mặt nước lúc 03 phút 10 phút ngày 31 tháng 5, ở một vị trí ngay giữa George và Raby khiến cả hai chiếc tàu không thể nả pháo vào đối thủ vì nguy cơ bắn nhầm; RO-105 lặn xuống sau năm phút trên mặt biển. Các lượt tấn công bằng Hedgehog tiếp theo của Raby, George, Raby và Spanglerđều không mang lại kết quả. Vì vậy theo lệnh của Trung tá Hains, tư lệnh đội đặc nhiệm, England xung trận.  Loạt Hedgehog của nó lúc 07 giờ 36 phút đã ghi được sáu đến mười vụ nổ ngầm dưới nước, tiếp nối bằng một vụ nổ lớn dưới nước năm phút sau đó, và một dòng dầu phun mạnh cùng nhiều mảnh vỡ trồi lên mặt nước. RO-105 đã bị đánh chìm tại tọa độ 00°47′B 149°56′Đ / 0,783°B 149,933°Đ với tổn thất nhân mạng toàn bộ 55 thành viên thủy thủ đoàn tử trận.
Thành tích chống tàu ngầm của England, tiêu diệt sáu tàu ngầm trong vòng mười hai ngày, trở thành duy nhất mà không một tàu chiến nào khác có thể vượt qua suốt trong Thế Chiến II, mang lại cho con tàu danh hiệu Đơn vị Tuyên dương Tổng thống cùng một lời đảm bảo từ Đô đốc Ernest J. King: "Sẽ luôn luôn có một chiếc England trong Hải quân Hoa Kỳ." Lời hứa của vị Tư lệnh Tác chiến Hải quân trở thành hiện thực vào ngày 6 tháng 10, 1960, khi chiếc tàu tuần dương tên lửa điều khiển lớp Leary USS (DLG-22) được đặt tên England.

### Các hoạt động tiếp theo
Trong suốt mùa Hè năm 1944, England hoạt động tại khu vực Bắc quần đảo Solomon, hộ tống các đoàn tàu vận tải nhằm xây dựng các căn cứ và tập trung lực lượng cho các chiến dịch tiếp theo, cũng như tiếp tế cho các lực lượng đồn trú tại các đảo thuộc khu vực Tây Nam Thái Bình Dương. Nó được sửa chữa tại Manus trong tháng 8, rồi thực hiện một chuyến đi từ quần đảo Treasury đến Sydney, Australia từ ngày 24 tháng 9 đến ngày 15 tháng 10. Nó tiếp tục hộ tống một đoàn tàu vận tải đi từ Treasury đến Hollandia, đến nơi vào ngày 18 tháng 10, rồi khởi hành vào ngày 26 tháng 10 để hộ tống đoàn tàu vận tải tăng viện đi sang Leyte, Philippines. Con tàu tiếp tục thực hiện một chuyến đi tương tự sang Leyte trược khi quay trở lại Manus vào ngày 2 tháng 12, tiếp tục phục vụ hộ tống vận tải tại chỗ.
Từ ngày 2 tháng 1, 1945, England bắt đầu hoạt động hộ tống vận tải đi lại giữa Manus và Ulithi, căn cứ hoạt động chính của lực lượng đặc nhiệm tàu sân bay nhanh, và sau này là địa điểm tập trung lực lượng cho các cuộc đổ bộ lên Iwo Jima và Okinawa. Nó đi đến Kossol Roads vào tháng 2 để hộ tống một đoàn tàu vận tải đi sang Philippines, rồi tiếp tục vai trò hộ tống vận tải trên tuyến đường Manus-Ulithi. Khởi hành từ Ulithi vào ngày 23 tháng 3 để tham gia cuộc đổ bộ lên Okinawa, nó gia nhập Lực lượng Đặc nhiệm 54, đơn vị phụ trách hỗ trợ hải pháo và bảo vệ, để hoạt động bắn phá chuẩn bị lên Okinawa. Con tàu quay trở lại Ulithi để hộ tống hai tàu tuần dương đi sang Okinawa, nơi họ gia nhập Đệ Ngũ hạm đội ngay sau cuộc đổ bộ ban đầu vào ngày 1 tháng 4. Từ ngày 6 tháng 4 đến ngày 17 tháng 4, nó hộ tống các tàu vận tải rỗng quay trở lại Saipan, trước khi quay lại khu vực Okinawa phục vụ tại một trạm canh phòng ở phía Bắc Kerama Retto.
Đang khi ở vị trí cột mốc canh phòng radar vào ngày 9 tháng 5, England bị ba máy bay ném bom bổ nhào Aichi D3A "Val" tấn công. Hỏa lực phòng không của con tàu đã bắn cháy chiếc đầu tiên, nhưng nó tiếp tục bổ nhào xuống, đâm trúng England bên mạn phải ngay bên dưới cầu tàu, quả bom chiếc máy bay mang theo phát nổ ngay sau cú đâm trúng. Thủy thủ đoàn phải nỗ lực kiểm soát các hư hỏng để cứu con tàu; trong khi đó máy bay tiêm kích làm nhiệm vụ tuần tra chiến đấu trên không (CAP: combat air patrol) đã bắn rơi hai kẻ tấn công còn lại. Chiếc tàu hộ tống khu trục được kéo quay trở lại Kerama Retto; 37 thành viên thủy thủ đoàn của nó đã tử trận hay mất tích, và 25 người khác bị thương.
England đi đến Leyte, nơi nó được sửa chữa tạm thời đủ để có khả năng đi biển cho hành trình quay trở về Hoa Kỳ. Con tàu về đến Philadelphia vào ngày 16 tháng 7, nơi nó được sửa chữa đổng thời cải biến thành một tàu vận chuyển cao tốc. Tuy nhiên, do Nhật Bản đã chấp nhận đầu hàng vào ngày 15 tháng 8 giúp kết thúc cuộc xung đột, kế hoạch cải biến bị hủy bỏ. Do những hư hại nặng mà con tàu phải chịu đựng, và sự dư thừa về tàu chiến do chiến tranh đã chấm dứt, con tàu được cho xuất biên chế vào ngày 15 tháng 10, 1945 và bị bán để tháo dỡ vào ngày 26 tháng 11, 1946.

## Phần thưởng
England được tặng thưởng danh hiệu Đơn vị Tuyên Dương Tổng thống cùng mười Ngôi sao Chiến trận do thành tích phục vụ trong Thế Chiến II.
|                           |  |  |
| Silver star · Silver star |  |  |

| Dãi băng Hoạt động Tác chiến (truy tặng)                                 | Đơn vị Tuyên Dương Tổng thống        | Huân chương Chiến dịch Hoa Kỳ                  |
| Huân chương Chiến dịch Châu Á-Thái Bình Dương với 10 Ngôi sao Chiến trận | Huân chương Chiến thắng Thế Chiến II | Huân chương Giải phóng Philippine (Philippine) |